# François Marius Granet
François Marius Granet (ur. 17 grudnia 1777 w Aix-en-Provence, zm. 21 listopada 1849 tamże) – malarz francuski.

## Biografia
Był synem mistrza murarskiego. Jako dziecko wykazywał zdolności rysunkowe, dlatego został uczniem początkowo niezidentyfikowanego włoskiego malarza pejzażysty, potem Jean-Antoine’a Constantina. Wraz z nim uczył się m.in. Auguste de Forbin (malarz, późniejszy dyrektor muzeum w Luwrze).
Granet w 1793 roku wyjechał z Aix-en-Provence, by jako ochotnik wziąć udział w oblężeniu Tulonu. Pracował tam jako kreślarz w baterii artyleryjskiej. W 1797 roku pojechał, na zaproszenie Forbina do Paryża, gdzie został uczniem Jacquesa-Louisa Davida.
Lata 1802–1819 spędził w Rzymie, otwarł studio na Via delle Quattro Fontane. W 1821 przebywał w Asyżu. W latach 1825–1830 ponownie w Rzymie. Jego obrazy z tego okresu przedstawiały rzymskie zabytki oraz sceny ilustrujące życiorysy sławnych osób. Tworzone w indywidualnym stylu, ze specyficznym wykorzystaniem światła odbiegały od ówczesnej neoklasycystycznej tradycji. W 1819 roku jego Chór w kościele kapucynów w Rzymie (fr. Le chœur de l’église des Capucins à Rome) zdobył duże uznanie w Salonie Paryskim. Kopię obrazu zamówił król Jerzy IV Hanowerski. Inną artysta ofiarował carowi Aleksandrowi I. W sumie sam namalował kilkanaście kopii w różnych wariantach. Granet został odznaczony przez Ludwika Filipa Krzyżem Oficerskim Legii Honorowej oraz Orderem Świętego Michała. W Europie bardzo ceniono jego niewielkie akwarele, dzięki którym uważany za jednego z prekursorów impresjonizmu. Wiele z nich znajduje się w kolekcjach Luwru i Musée Granet w Aix-en-Provence.
od 1826 roku Granet był zatrudniony w muzeum w Luwrze jako konserwator zabytków. W 1830 roku mianowano go członkiem Académie des Beaux-Arts i dyrektorem muzeów w Wersalu. Artysta tworzył też portrety.
Po rewolucji w 1848 roku powrócił do Aix-en-Provence, ufundował w nim muzeum, które później zostało nazwane jego imieniem. Zmarł 21 listopada 1849 roku w rodzinnym Aix-en-Provence.

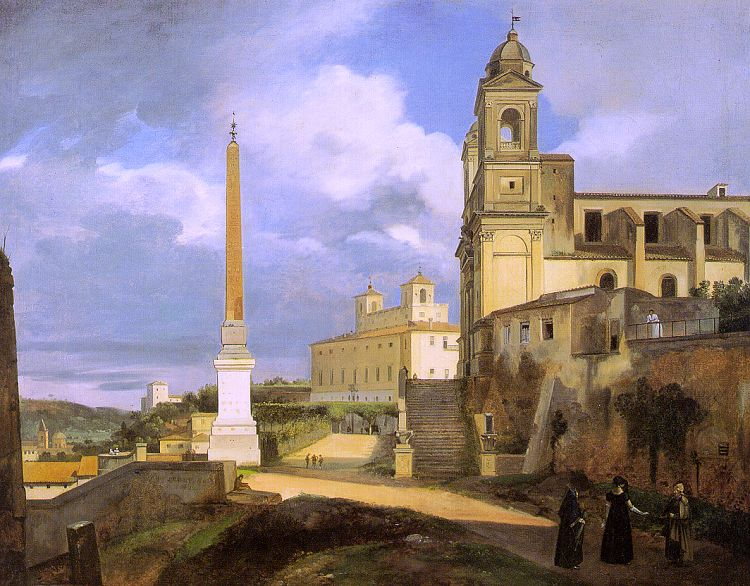
Kościół Trinità dei Monti i Villa Medici w Rzymie, 1808, Louvre-Lens
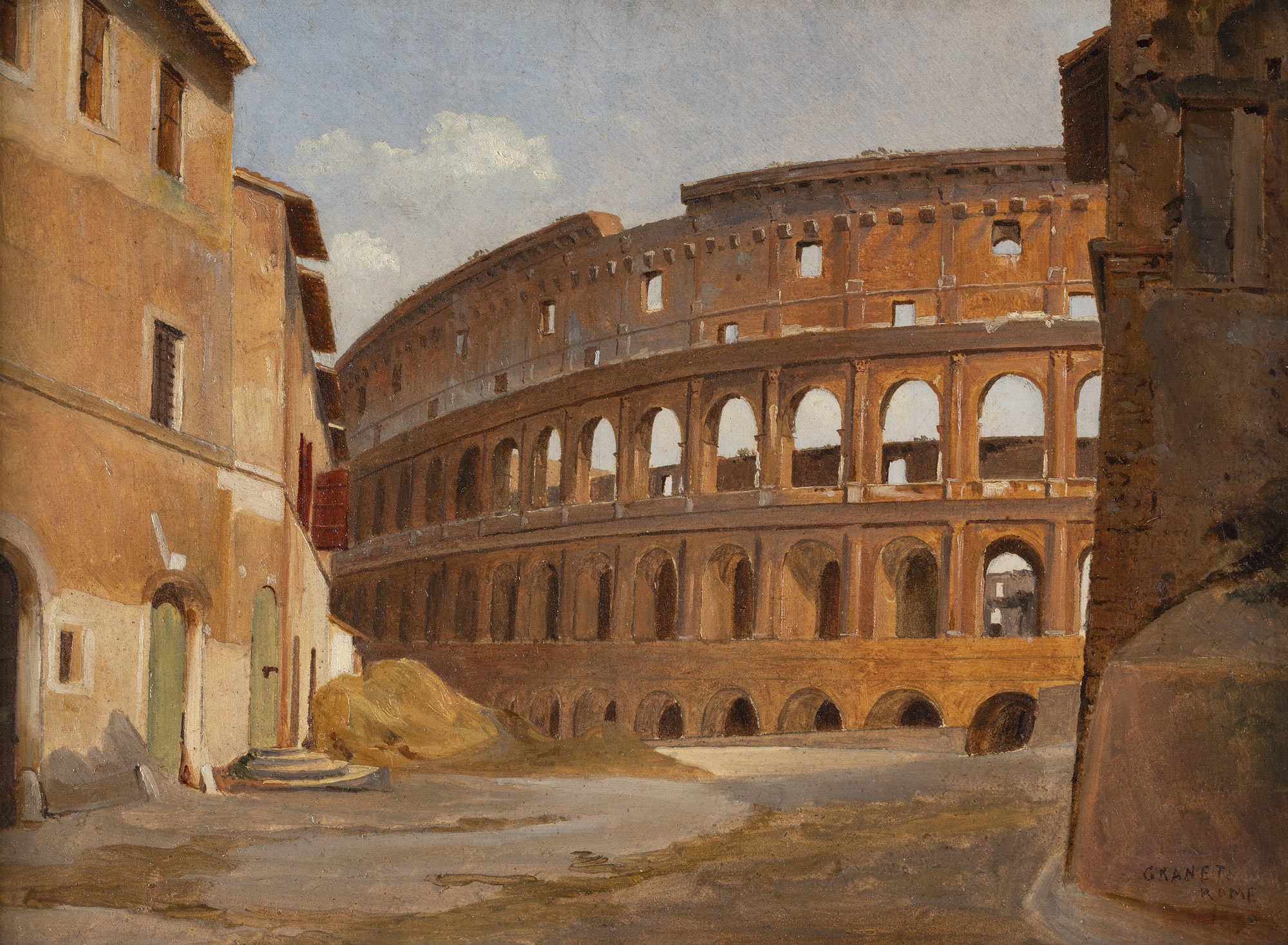
Widok na Koloseum, ok. 1814, Musée Jenisch
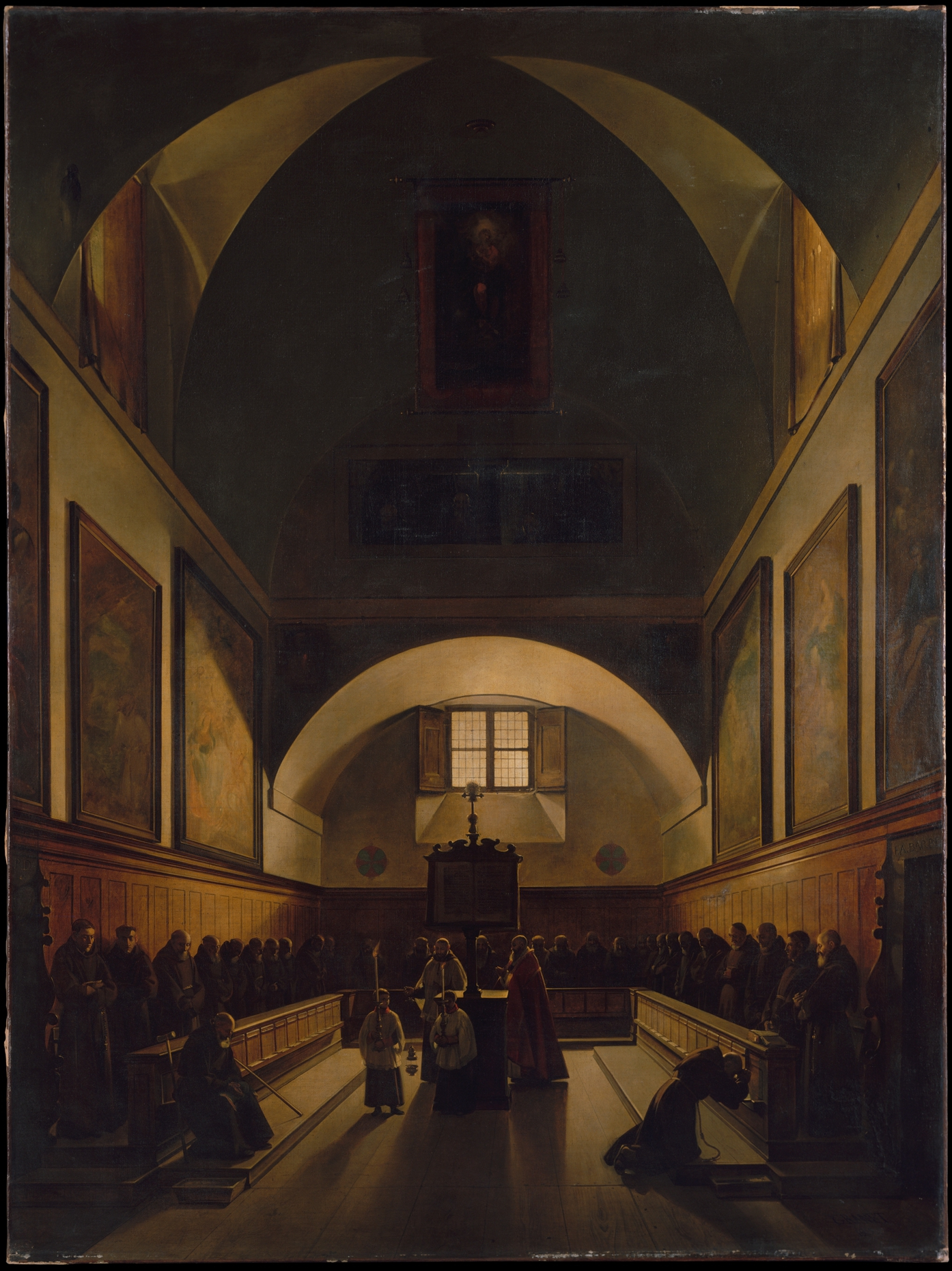
Chór w kościele kapucynów w Rzymie, 1814–1815, Metropolitan Museum of Art
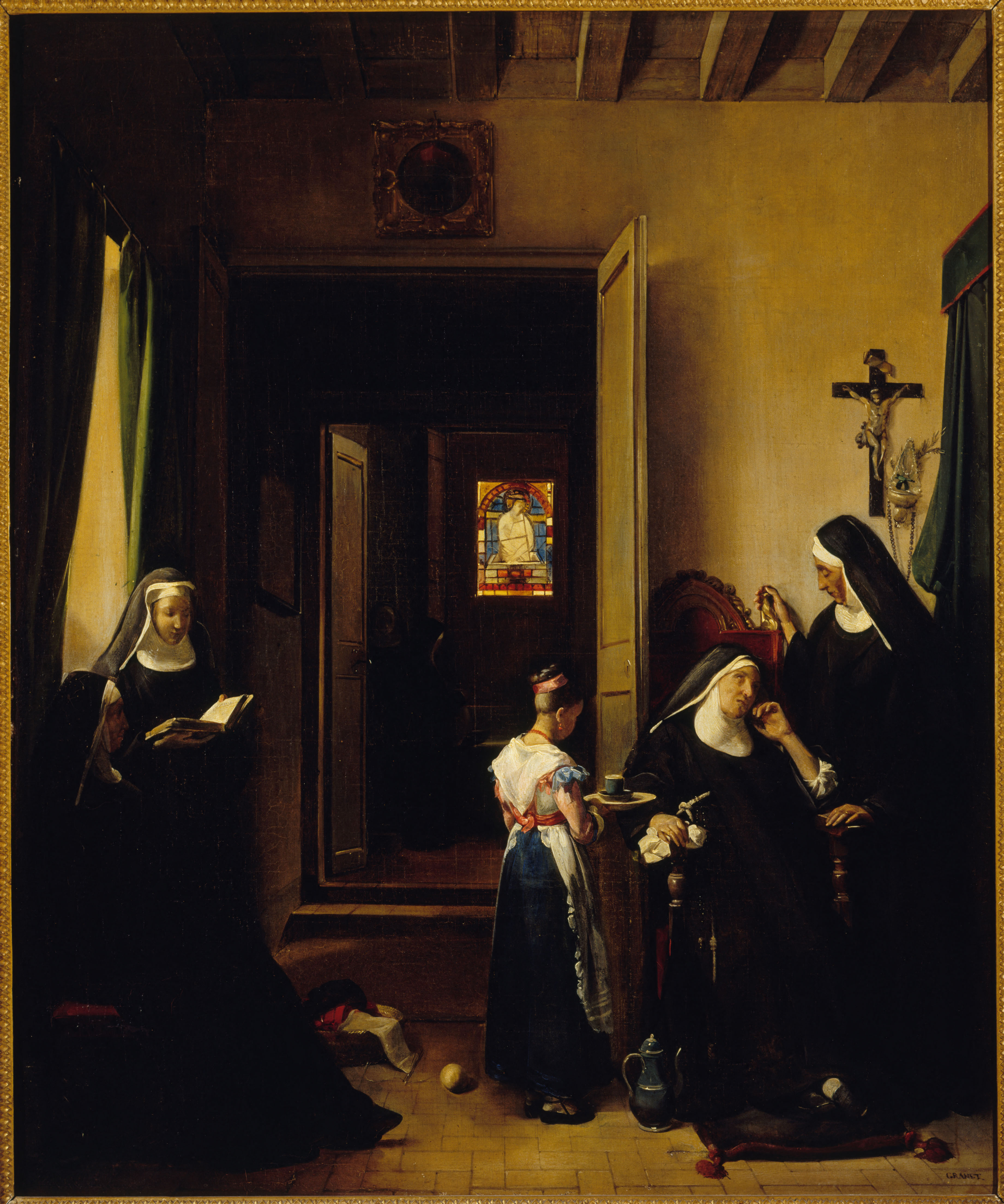
Chora zakonnica, ok. 1830, Petit Palais